# Немцово (озеро)
Немцо́во (также Немское, Немцево, Немчино) — старичное озеро в пойме правого берега реки Лух на северо-востоке Палехского района Ивановской области. Расположено в 2 км к востоку от села Соймицы.
Наибольшая длина озера Немцово около 1 км, ширина в центральной части достигает 130 м, средняя глубина 2,4 м, максимальная глубина 3 м. В 1992 году решением малого Совета Палехского районного Совета народных депутатов получило статус памятника природы местного значения. Площадь зеркала — 8,5 га. Малая река Соймица (Чернуха) впадает в озеро в юго-западной части. С восточной стороны узкой протокой озеро соединяется с рекой Лух. Дно озера покрыто сапропелем мощностью до 2 м. На дне много топляков. Вода в озере имеет коричневый цвет. Берега низкие, местами открытые, поросшие прибрежно-водными растениями, местами — ивовыми зарослями, на значительном протяжении берега скрыты зарослями тростника и труднодоступны. Восточный берег заболочен, на западном — луга и пахотные угодья.
Код объекта в государственном водном реестре — 09010301111199000000030.

## Флора
Прибрежно-водная растительность покрывает около 3-5 % акватории озера. Водная растительность представлена следующими видами: кубышка жёлтая, кувшинка чисто-белая, роголистник погружённый, элодея канадская, телорез алоэвидный; встречаются несколько видов рдестов.